# Ataxia
Ataxia var en amerikansk musikgrupp med medlemmarna John Frusciante, Joe Lally och Josh Klinghoffer. Bandet släppte två album, Automatic Writing, 2004 och Automatic Writing 2, 2007, båda inspelade under en två-veckorsperiod år 2004. Samtliga låtar innehåller en grund-basgång som går igenom hela låten.
John Frusciante är mer känd som före detta gitarrist i Red Hot Chili Peppers, medan basisten Joe Lally vanligtvis huserar i Fugazi. Josh Klinghoffer har samarbetat med John Frusciante i andra projekt och även ingått i gruppen The Bicycle Thief tillsammans med Bob Forrest och turnerat med PJ Harvey och Gnarls Barkley. Bandet uppträdde live två gånger, båda var på Knitting Factory i Los Angeles den andra och tredje februari 2004. Efter detta så splittrades gruppen.

## Medlemmar
- John Frusciante – gitarr, sång
- Josh Klinghoffer – trummor, synthesizer, sång
- Joe Lally – basgitarr, sång

## Diskografi
Album
- Automatic Writing (2004)
- AW II (2007)